# كوجي هاشيموتو
كوجي هاشيموتو (باليابانية: 橋本 晃司) (22 أبريل 1986 في كانازاوا في اليابان – )؛ هو لاعب كرة قدم ياباني سابق كان يلعب كلاعب وسط.

## وصلات خارجية
- كوجي هاشيموتو على موقع رابطة كرة القدم اليابانية للمحترفين (اليابانية)
- كوجي هاشيموتو على موقع قاعدة بيانات كرة القدم.إي يو (الإنجليزية)
- كوجي هاشيموتو على موقع Soccerway.com (الإنجليزية)
- كوجي هاشيموتو على موقع عالم كرة القدم.نت (الإنجليزية)